# Schrotkugel

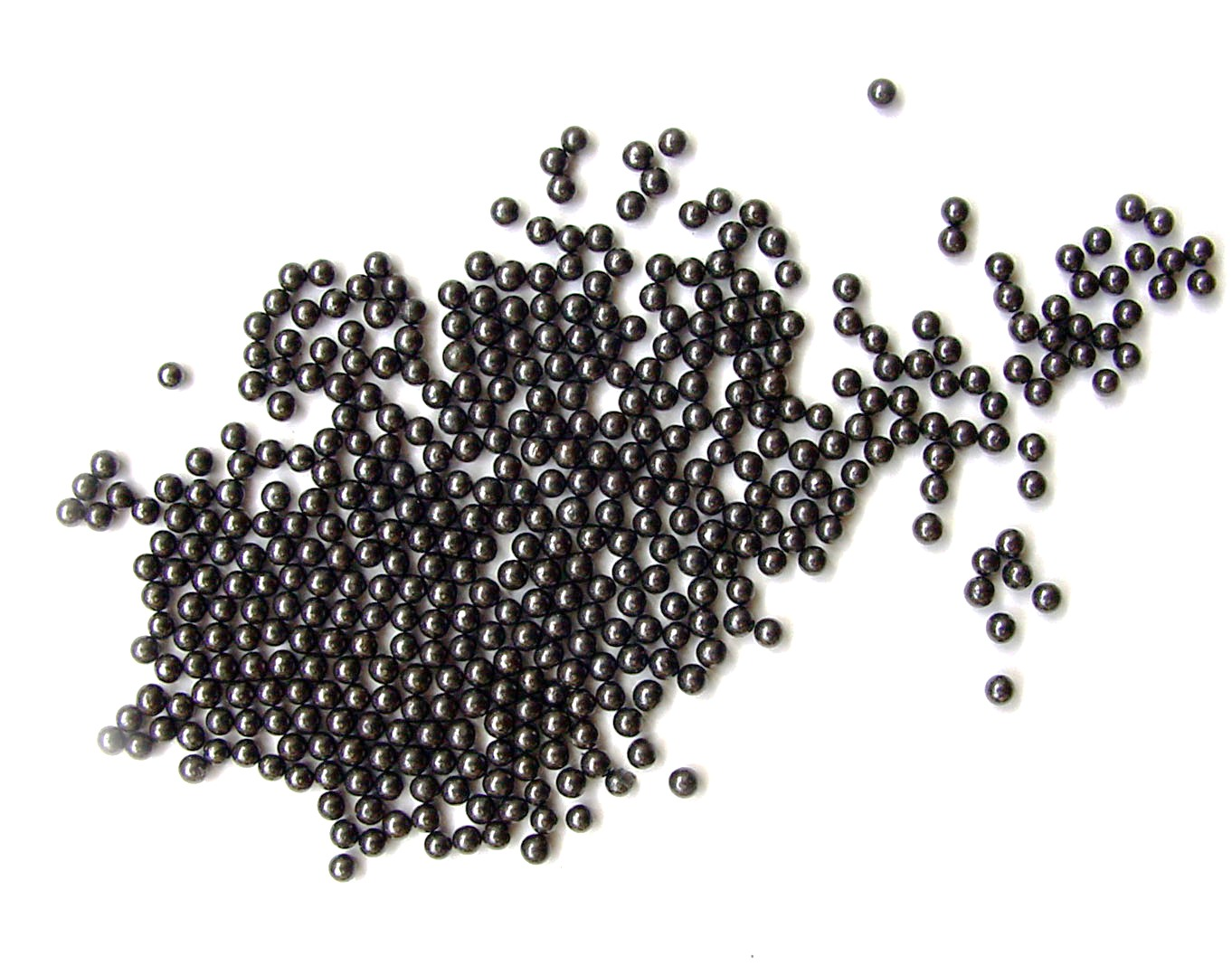
Schrotkugeln aus Blei aus einer Flintenpatrone

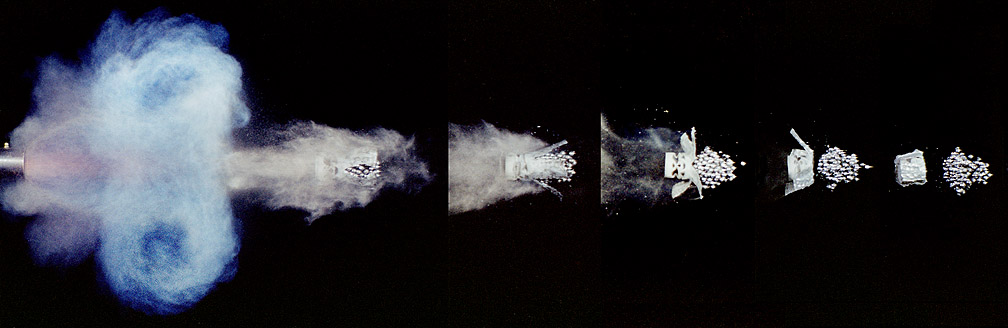
Serienbild des Abschusses von Schrotkugeln mit Hilfe eines Treibspiegels aus einer Flinte.

Schrotkugeln (verkürzt auch Schrot, veraltet Hagel) sind kleine Kugeln aus Metall, die in Form einer aus zahlreichen Einzelprojektilen bestehenden Garbe aus Flinten verschossen werden.

## Material
Traditionell bestehen Schrotkugeln aus mit Arsen und Antimon legiertem Blei.
Statt Blei kommt mittlerweile oft preiswertes Weicheisen zum Einsatz. Es werden aber auch Kugeln aus anderen Metallen wie Bismut, Zinn, Wolfram oder Legierungen dieser Metalle hergestellt. Schädliche Wirkungen von Bismut, Zinn und Wolfram auf die Tierwelt sind noch nicht vollständig geklärt. Für Weicheisen ist bekannt, dass aufgrund der geringeren Dichte dieses Materials bei Entfernungen von über 30 Metern Tiere deutlich öfter nicht getötet, sondern schwer verletzt werden.
Ein weiteres Problem ist die höhere Härte dieser Materialien gegenüber Blei. Läufe, aus denen Schrote aus härterem Material als Blei verschossen werden sollen, müssen dafür ausgelegt sein, da im Choke an der Laufmündung beim Durchgang der Garbe höhere radiale Kraftspitzen auftreten, die den Lauf in diesem Bereich beschädigen können. Vor allem Schrote auf Eisen- und Wolframgrundlage sind härter als Blei. Bei der Beschussprüfung werden geeignete Läufe mit einer Lilie markiert. Einige Hersteller betten Wolframpartikel in eine Polymermatrix, wobei der Wolframanteil so eingestellt werden kann, dass die Dichte des Verbundwerkstoffs der von Blei entspricht. Kugeln aus diesem Material weisen annähernd die mechanischen und ballistischen Eigenschaften von Blei auf.
Teilweise wird auch das aus der höheren Härte dieser Schrote resultierende gefährlichere Abprallverhalten, insbesondere bei Frost und an Gewässern, als Problem beschrieben.
Als Vorform der Schrotkugeln kann das Hagelschrot gelten, das aus Vorderlader-Flinten verschossen wurde und aus gehacktem Blei bestand. Heutige Flinten verschießen Schrote mittels aus Pappe oder Kunststoff bestehender Schrotpatronen. Schrotmunition hat eine große Streuwirkung, woraus sich die Eignung zum Schießen auf kleine und bewegliche Ziele ergibt. Schrotkugeln werden darum vor allem zur Jagd kleineren Wildes und beim Sportschießen in der Disziplin „Wurfscheibenschießen“ eingesetzt.

## Herstellungsverfahren
Seit Einführung von Feuerwaffen im 13. Jahrhundert gab es das Bestreben möglichst runde Schrotkugeln mit guten aerodynamischen bzw. ballistischen Eigenschaften zu produzieren. Ein Verfahren für kleine Kugeln war es, das flüssige Blei über ein Sieb ins Wasser tropfen zu lassen. Durch die geringe Fallhöhe waren die Bleitropfen nicht abgekühlt wenn sie auf das Wasser trafen. Dieses führte zu eiförmigen Geschossen. Das andere Verfahren war der Formguss. Hier musste die Gussnaht aufwändig in Handarbeit entfernt werden aber auch dann waren die Geschosse selten wirklich rund. 
Den Durchbruch schaffte der Engländer William Watts und patentierte 1782 das Turmgießverfahren. Unter Ausschaltung der Schwerkraft und Nutzung der Kohäsionskraft wurde Blei durch ein Sieb in die Tiefe tropfen gelassen, wo es sich im Fallen zu Kugeln formte und erkaltete. Dieses Verfahren wurde früher auch in sogenannten Gießschächten genutzt. 
Nicht alle mit dem Turmgießverfahren gegossene Kugeln sind wirklich rund, deswegen müssen diese aussortiert werden. Dazu macht man sich die spezifischen Rolleigenschaften unterschiedlich geformter Schrotkugeln zu Nutze: gleichmäßig geformte Kugeln rollen auf einer schiefen Ebene schneller als unregelmäßig geformte. Unter die schiefe Ebene werden zwei Behälter befestigt. Unregelmäßig geformte Kugeln erreichen auf der schiefen Eben eine geringe Geschwindigkeit und fallen in den ersten Behälter. Sie kommen in den Ofen und werden wieder eingeschmolzen. Regelmäßig geformte Kugeln erreichen auf der schiefen Eben eine höhere Geschwindigkeit, überspringen den Ersten Behälter und fallen dann in den zweiten.
Die ebenen Kugeln müssen dann noch der Größe nach sortiert werden. Dazu rollen die Kugeln nacheinander über Siebe mit größer werdenden Öffnungen. Als letzter Arbeitsschritt werden die Kugeln in einem rotierenden Behälter mittels  Graphit poliert.
Eine moderne Methode der Herstellung von Bleischrot in kleinen Mengen ist das 1961 von Louis W. Bliemeister patentierte Bliemeister-Verfahren.

## Schrotstärken- und Größen
In Deutschland wird der Durchmesser der in einer Patrone enthaltenen Schrotkugeln in Millimetern angegeben. Gebräuchlich ist auch die Liste mit internationalen Schrotgrößennummern von Schrotgrößen-Nr. 1 (4 mm) bis -Nr. 10 (1,7 mm). Je niedriger die Zahl, desto größer ist die Körnung, das heißt der Durchmesser der Schrotkugeln. Diese Bezeichnungen sind vor allem im jagdlichen und jagdsportlichen Bereich gebräuchlich und können im internationalen Vergleich der Angaben Abweichungen haben.
Nummerierungen nach Schrotkorndurchmesser
Schrotdurchmesser werden durch Nummerierung unterschieden.
| Schrot (Nr.) | Schrotkorn Durchmesser [mm] | deutsche Bezeichnung | englische Bezeichnung |
| ------------ | --------------------------- | -------------------- | --------------------- |
|              | & größer                    | Posten               | Buckshot              |
| en: 000      | 9                           | Posten               | Buckshot              |
| en: 00       | 8,5                         | Posten               | Buckshot              |
|              | 6,1                         | Posten               | Buckshot              |
| 1            | 4                           |                      |                       |
| 2            | 3,7 / 3,75                  |                      |                       |
| 3            | 3,5                         |                      |                       |
| 4            | 3,2 / 3,25                  |                      |                       |
| 5            | 3                           |                      |                       |
| 6            | 2,7                         |                      |                       |
| 6½           | 2,6                         |                      |                       |
| 7            | 2,5                         |                      |                       |
| 7½           | 2,41                        |                      |                       |
| 7¾           | 2,3                         |                      |                       |
| 8            | 2,2                         |                      |                       |
| 9            | 2                           |                      |                       |
| 10           | 1,7                         |                      |                       |
|              | 1,5–1,75                    | Vogeldunst           | Birdshot              |

## Posten
Als Posten (englisch „buckshot“) werden Schrotkugeln ab 6,1 mm Durchmesser bezeichnet. Sie wurden unter anderem für die Jagd auf Schalenwild verwendet (z. B. Sauposten, Rehposten). Die englischen Bezeichnungen sind unter anderem 00 für 8,5 mm und 000 für 9 mm. Heute ist ihr Einsatz auf Schalenwild und Seehunde in Deutschland verboten. Das Schießen mit Posten auf diese Wildarten ist eine Ordnungswidrigkeit und kann mit Geldbuße bis 5000 Euro geahndet werden.

## Vogeldunst
Als Vogeldunst (englisch „birdshot“) bezeichnet man sehr feines Schrot mit einem Durchmesser von 1,5–1,75 mm. Vogeldunst wird hauptsächlich zur Jagd auf Kleintiere verwendet.

## Weitere Verwendungsarten
Schrot unterschiedlicher Kugelgröße findet unterschiedlichste Verwendung als Ballast in Flug- und Schiffsmodellen sowie in wasserdurchlässigen Säckchen oder auch in den Taschen von Tarierwesten, die notfalls unten geöffnet werden können. Sehr weiche und geschlitzte Schrotkugeln werden beim Angeln mit einer Zange auf eine Nylonschnur verpresst, um das Vorfach mit dem Haken zu beschweren.

## Umweltbelastung durch Bleiverwendung
Da Blei giftig ist, wird aus Gründen des Umwelt- und Tierschutzes zunehmend auf bleifreie Munition gesetzt. So ist bekannt, dass Bleischrot sowohl bei gründelnden Wasservögeln, welche die Schrotkugeln als Grit aufnehmen, sowie bei Greifvögeln, die angeschossene Tiere fressen, zu Vergiftungserscheinungen und zum Tod führt. In einigen Ländern existieren daher mittlerweile Verbote von Bleischrotmunition. Auch einige deutsche Bundesländer haben entsprechend in ihren Landesjagdgesetzen Verbote erlassen, mit Bleischrot die Jagd an und über Gewässern auszuüben, so etwa Baden-Württemberg und Nordrhein-Westfalen seit 2015.
Für eine Studie der University of Cambridge wurden Bleigehalte in den Lebern von 3000 Greifvögeln aus einem Dutzend europäischer Länder untersucht und man kam zum Schluss, dass insbesondere Adler- und Geierarten geschädigt werden. Ohne Bleibelastung wären die Bestände bei Seeadler europaweit 2022 um 14 Prozent größer, beim Steinadler um 13 Prozent und beim Gänsegeier um 12 Prozent größer. Von den Arten Habicht, Rotmilan, Rohrweihe oder Mäusebussard könnten in den untersuchten Ländern ohne Bleivergiftung durch Bleischrot 22.000 Individuen mehr leben. Studienleiter Rhys Green sagte „Die fortgesetzte flächendeckende Verwendung von Bleimunition bedeutet, dass die Jagd als Freizeitbeschäftigung einfach nicht als nachhaltig angesehen werden kann, wenn sich nicht etwas ändert“ und „Leider sind die Bemühungen um eine freiwillige Abkehr von Bleischrot bisher völlig wirkungslos geblieben.“